# Rip, Rig and Panic
Rip, Rig and Panic est un album de Roland Kirk sorti en 1965.

## Description
Rip, Rig and Panic voit Roland Kirk accompagné d’une section rythmique de luxe avec Jaki Byard au piano, Elvin Jones à la batterie et Richard Davis à la contrebasse. L’album comprend plusieurs styles que Kirk était désireux d’explorer à l’époque. Le jazz modal de No Tonic Pres, les harmonies orientales dans Once in a While, le jazz de la Nouvelle-Orléans sur From Bechet, Byas and Fats et également à plusieurs reprises sur l’album des incursions dans le free jazz. En plus des nombreux instruments à anche qu’il maîtrise, Kirk est toujours à la recherche de nouvelles sonorités et n’hésite pas à utiliser des sons qu’il déclenche comme le cri d’un bébé ou le son d’un verre qui se brise, ou bien il utilise un glockenspiel, une sirène ou encore des castagnettes traduisant l’influence de compositeurs de musique contemporaine comme Edgar Varese.

## Pistes
Sauf indication, toutes les compositions sont de Roland Kirk.
1. No Tonic Pres (4:35)
2. Once in a While (Michael Edwards, Bud Green) (4:02)
3. From Bechet, Byas and Fats (6:32)
4. Mystical Dream (2:39)
5. Rip, Rig and Panic (7:01)
6. Black Diamond (Milt Sealey) (5:25)
7. Slippery, Hippery, Flippery (4:55)

## Musiciens
- Roland Kirk – Saxophone ténor, stritch, manzello, flûte traversière, sirène, hautbois, castagnettes, glockenspiel, sons
- Elvin Jones – Batterie
- Jaki Byard – Piano
- Richard Davis - Contrebasse